# Пави, Теодор Мари
Теодор Мари Пави (фр. Théodore Marie Pavie; 1811—1896) — французский путешественник и ориенталист. В 1853—1857 гг. преподавал санскритский язык в Коллеж де Франс. Он написал: «Voyage aux Etats-Unis et au Canada» (1828—1833), «Les trois religions de la Chine» (1845), «La litterature musulmane de l’Inde» (1847), «Krichna et sa doctrine» (1852), «Le Sankouétchi» (1845—51) и другие.